# Renaut
Pour les articles homonymes, voir Renaud (homonymie) et Renault (homonymie).
Ne doit pas être confondu avec Jean Renart.
Renaut est un trouvère picard originaire du Soissonnais du début du XIIIe siècle auquel on attribue le roman Galeran de Bretagne, dans lequel on retrouve plusieurs picardismes bien caractérisés.